# Светамбари
Светамбари або шветамбари (деванагарі:श्वेतांबर, श्वेतपट — одягнуті в біле) — одна із двох основних сект джайнізму (представники іншої секти називаються диґамбарами). Ченці-светамбари одягаються в біле, на відміну від ченців-диґамбарів, які одягаються в повітря. Светамбари не вірять у те, що аскети повинні ходити голими. Іншою відмінністю є віра в те, що жінки можуть досягнути мокші. Светамбари стверджують, що 19-й тіртханкар, Малінатх була жінкою.
На 2006 рік налічувалося 2510 ченців-светамбарів і 10228 черниць.
Серед светамбарів існує поділ на тих, хто вшановує зображення в храмах (муртіпуджаки), та тих, хто відмовляється це робити (стханакваси і терапантхи). Останні два напрямки виникли в результаті реформаторського руху: перша в 1476, друга — в 1760.

## Виноски
1. ↑  The Svetambara sub-sects (англ.). Архів оригіналу за 5 жовтня 2018. Процитовано 7 березня 2018.